# Selkäkari (ö i Finland, Lappland, Kemi-Torneå, lat 65,66, long 24,77)
Selkäkari är en ö i Finland.   Den ligger i kommunen Simo i den ekonomiska regionen  Kemi-Torneå  och landskapet Lappland, i den centrala delen av landet, 600 km norr om huvudstaden Helsingfors.